# بارك بوم
بارك بوم، معروفة بأسم «بوم»(هانغل:박봄)، هي مغنية كورية جنوبية اشتهرت كعضوة في فرقة الفتيات الكورية الجنوبية تو وني ون، بدأت بارك مسيرتها الموسيقية في عام 2006، حيث ظهرت على الأغنيات الفردية لزملائها مثل بيغ بانع وليكسي وماستا وو، في عام 2009، ظهرت لأول مرة كعضوة في تو وني ون كمطربة رئيسية.

## حياتها الشخصية
ولدت بارك بوم في سيول، كوريا الجنوبية، في 24 مارس 1984، أختها الكبرى «بارك جو أون» عازفة التشيلو، أثناء التحاقها بالمدرسة الإعدادية في الولايات المتحدة، تم تشخيصها باضطراب فرط النشاط الناتج عن نقص الانتباه (ADHD)

## المهنة
بدأت بارك مسيرتها الموسيقية في عام 2006، حيث ظهرت على الأغنيات الفردية لزملائها مثل بيغ بانع وليكسي وماستا وو،  في عام 2009، ظهرت لأول مرة كعضوة في تو وني ون كمطربة رئيسية، أصدر بارك أغنيتين منفردين، «أنت وأنا» و «لا تبكي»، التي وصلت إلى المرتبة الأولى على مخطط غاون، وقد فازت على جائزة «أفضل أغنية رقمية» جائزة إمنيت للموسيقى الآسيوية لعام 2010.
بعد انفصال فرقة تو ني ون في عام 2016، غادرت بارك وكالة واي جي إنترتينمنت في نوفمبر 2016، في يوليو 2018 وقعت مع شركة دي-ناتشون إنترتينمنت وأصدرت أغنيتها "Spring"، في مارس 2019.

## القضايا وإختفائها من المجال الفني
في عام 2014، صدر للجمهور أن بارك بوم تحت قيد التحقيق لتهريبها المخدرات (80 قرص يحتوي على الأمفيتامين) تم إيقاف حزمتها، حيث كانت بوم في جمارك مطار إنتشون الدولي، تم وضع بارك تحت قيد التحقيق ولكن لم توجه إليها أية تهمة، في بيان أصدره يانغ هيون سوك رئيس واي جي إنترتينمنت، تحدث ضد التهم الموجة لبوم، وأوضح أن الدواء غير قانوني في كوريا الجنوبية ولكنه قانوني في الولايات المتحدة.  وقال ان بوم لم تكن قادرة على السفر إلى الولايات المتحدة خلال تلك الفترة بسبب جدول أعمالها المزدحم.  اتصلت بارك بالطبيب الأمريكي خاصتها لإعادة تعبئة الدواء (الأمفيتامين) أوضح يانغ أيضًا أن بارك سعت للحصول على رعاية طبية من الأطباء الكوريين الجنوبيين وخضعت للعلاج لكن أثبت أن العلاج الذي كانت تتلقى من الاطباء الكوريين الجنوبيين كان غير فعال عكس علاجها الذي كانت تتلقر في الولايات المتحدة؛ في عام 2010، واثناء التحقيق كانت قد قدمت إلى المدعي العام سجلاتها الطبية من المستفشى في الولايات المتحدة لتؤكد تشخيصها وكذلك خطة علاجها المستمرة، في نفس العام انضم بارك إلى طاقم عمل SBS)(Roommate وهو برنامج واقعي يضم 11 من المشاهير الذين يعيشون معًا في منزل مشترك.  انسحبت بعد فترة قصيرة من البرنامج بعد الفضيحة وأختفت من صناعة الترفيه.
كان ظهور بارك التالي بعد الفضيحة في 2 ديسمبر 2015، مع أداء تو ني ون في حفل جائزة إمنيت للموسيقى الآسيوية لعام 2015 في 25 نوفمبر 2016، أعلنت واي جي إنترتينمنت عن حل انفصال الفرقة، كشفت الشركة أيضًا أن الأعضاء السابقين سي إل ودارا وقعا عقدًا منفردًا مع واي جي إنترتينمنت، وقررت بارك بوم الرحيل من الشركة،  شاركت بارك في الأغنية النهائية لـ تو وني ون "Goodbye"، التي تم إصدارها في 21 يناير 2017، في 30 أبريل 2017، أعلنت من خلال وسائل التواصل الاجتماعي أنها الآن تحت شركة واي جي إنترتينمنت الفرعية ذا بلاك ليبل، وتستعد لإصدار البومها المنفرد وعودتها للصناعة الترفيهة، في 1 مايو 2017، أنكرت شركة ذا بلاك ليبل هذا التصريح وأعلنت أن بارك لم توقع على أي عقد جديد مع الشركة أو مع أي من شركاتها الفرعية منذ أن أنهت في نوفمبر 2016.

### 2018 حتى الآن: عودتها للفن
في 20 يوليو، 2018، ذكرت التقارير أن بارك وقع عقدًا حصريًا مع شركة الترفيه المنشأة حديثًا دي-ناتشون إنترتينمنت، كان من المخطط أن تصدر ألبومها المصغر والذي يتكون من خمسة إلى ستة اغاني في نوفمبر، بالإضافة إلى الأنشطة الترويجية في الخارج، ومع ذلك، قد تم إلغاء ذلك، واعلن في في 2 أكتوبر 2018 عن أن الألبوم المصغر سيكون بدلاً من ذلك إصداره في حوالي يناير عام 2019 وسوف تقوم بارك بفتح قناة رسمية لها في يوتيوب.
تم إعلان انها ستصدر "Spring" في 15 فبراير، 2019 كأغنية منفردة رئيسية من البومها القادم الذي هو بنفس اسم الاغنية،  كما ان الاغنية تعاونية مع زميلتها السابقة دار أدت الأغنية لأول مرة خلال حدث عودتها الذي عُقد في نفس اليوم من صدور الاغنية،  ظهرت أغنية "Spring" في المرتبة الثانية على قائمة (Billboard's World Digital Sales) كأغنية الكي-بوب الأكثر مبيعًا لهذا الأسبوع.

## روابط خارجية
- بارك بوم على موقع IMDb (الإنجليزية)
- بارك بوم على موقع ميوزك برينز (الإنجليزية)
- بارك بوم على موقع ديسكوغز (الإنجليزية)
- بارك بوم على موقع قاعدة بيانات الفيلم (الإنجليزية)